# Moneta plamista

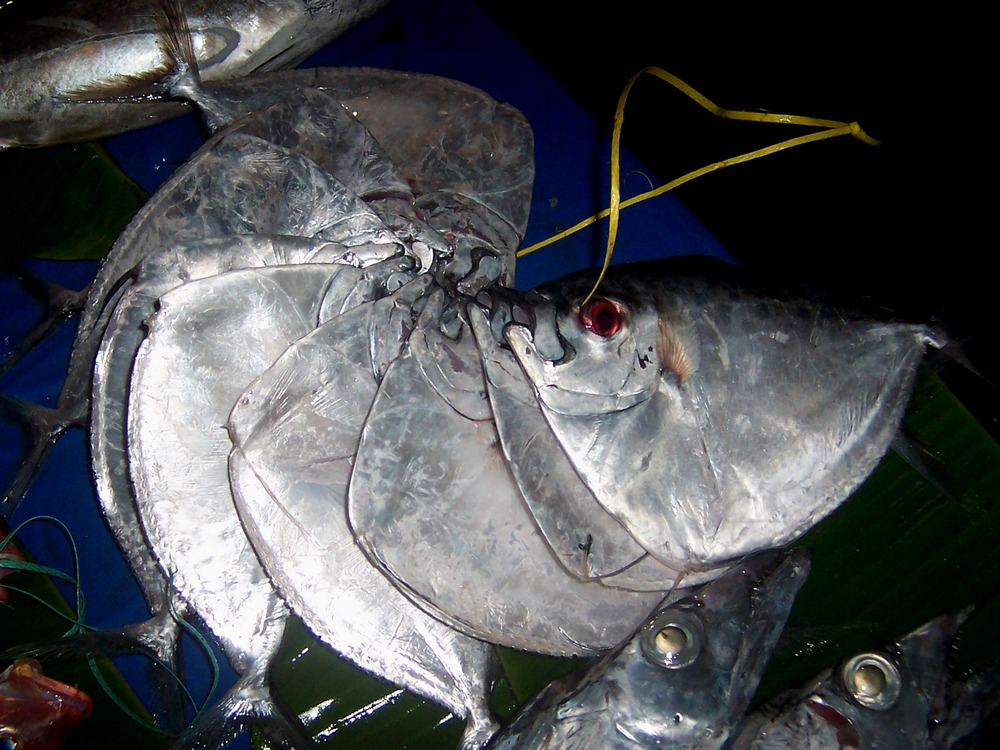
Monety plamiste na targu rybnym – zachodnia Jawa

Moneta plamista (Mene maculata), nazywana też monetką plamistą – gatunek niewielkiej morskiej ryby okoniokształtnej z rodziny monetowatych (Menidae). Jest jedynym współcześnie żyjącym jej przedstawicielem. Poławiany lokalnie na niewielką skalę.

## Występowanie
Przybrzeżne wody Oceanu Indyjskiego i zachodniego Pacyfiku – od wybrzeży Afryki Południowej i Wschodniej, Madagaskaru i zachodnich Maskarenów po południową Japonię i północno-wschodnią Australię.

## Cechy morfologiczne
Ciało bardzo głębokie, o kształcie prawie kolistym lub romboidalnym, ekstremalnie bocznie spłaszczone, z przodu zakończone krótkim pyskiem z małym otworem gębowym skierowanym ku górze. Zęby drobne. Stępka brzucha wyjątkowo ostra. Ubarwienie górnej części ciała ciemnoniebieskie, metaliczne, zbliżone do srebrzystego, a dolnej – srebrzystobiałe.
Na grzbiecie widoczne są po 2–3 rzędy licznych, okrągłych ciemnych plam, rozłożonych powyżej i poniżej linii bocznej. Przeciętna długość ciała wynosi 20 cm, maksymalna 30 cm. Łuski są bardzo drobne i słabo widoczne. Płetwa grzbietowa pojedyncza, o długiej podstawie, niska (z wyjątkiem krótkiego odcinka na przedzie). Płetwa odbytowa bardzo długa, rozpoczyna się tuż za nasadą płetw brzusznych, bardzo niska na całej długości. Płetwa ogonowa głęboko wcięta.
Promienie płetw: D III–IV/40–43, A 30–33, V I/5, miękkie i elastyczne.

## Biologia i ekologia
Moneta plamista spotykana jest na głębokościach 50–200 m. Prawdopodobnie preferuje głębsze wody na krawędzi szelfu kontynentalnego, ale wpływa też do słonawych wód w estuariach. Jest związana ze środowiskiem raf koralowych. Przebywa w ławicach. Aktywna w ciągu dnia, w nocy kryje się wśród koralowców i raf. Żywi się małymi bezkręgowcami.

## Znaczenie gospodarcze
Gatunek poławiany lokalnie. Mięso tej ryby jest chude, bardzo dobre w smaku, ale mało wydajne. Szybko schnie na słońcu i może być dość długo przechowywane, nawet bez solenia. Sprzedawane w Indiach i kilku innych krajach Azji, suszone i świeże. Mięso tego gatunku jest tanie – nabywa je zazwyczaj uboga ludność.